# Агрогородок (Карагандинская область)
Агрогородок (каз. Агрогородок) — село в Абайском районе Карагандинской области Казахстана. Административный центр Мичуринского сельского округа. Находится примерно в 7 км к западу-северо-западу (WNW) от города Абай, административного центра района. Код КАТО — 353267100.

## История
Основано в 1973 г.

## Население
В 1999 году численность населения села составляла 927 человек (442 мужчины и 485 женщин). По данным переписи 2009 года, в селе проживало 936 человек (481 мужчина и 455 женщин).